# Campaña del Manuripi
La campaña de Manuripi fue un enfrentamiento armado entre tropas bolivianas y peruanas y un grupo de indígenas en 1910. La prensa boliviana ha tratado este conflicto como "olvidado" debido a la poca importancia con que es tomado en la historia del país, quizás debido a la singularidad del enfrentamiento, pues ya se había firmado hace varios meses un tratado que adjudicaba esos territorios al Perú.
En ese momento, las fronteras entre Perú y Bolivia no estaban bien definidas, y el arbitraje argentino del 9 de julio de 1909 hizo que aumentaran las tensiones. Durante este período, el capitán boliviano Lino Echeverría y 16 hombres permanecieron en la pequeña fortaleza de Avaroa en el río Manuripí. A esto le siguió el 5.º Regimiento de Infantería peruano, compuesto por 180 hombres, 2 ametralladoras y 20 canoas, que desembarcó en la confluencia de los ríos Manuripi y Mejahuirra el 22 de julio.Dos meses después, una fuerza de 150 soldados peruanos e indígenas presentó un ultimátum al fuerte en poder de Echeverría. Durante el ataque que siguió, Echeverría y otros tres soldados bolivianos murieron mientras defendían el fuerte y se tomaron varios prisioneros.

## Antecedentes
Por aquel entonces la frontera entre las repúblicas de Bolivia y el Perú no estaba formalmente definida y ambas se consideraban dueñas de la totalidad de las «provincias no descubiertas» o territorio de Acre. Además, durante ese mismo periodo, se dieron los conflictos entre Bolivia y Brasil en el territorio adyacente, en lo que fue conocido como la Guerra del Acre. En septiembre de 1902, se suscribieron acuerdos de demarcación con base en los límites conocidos, quedando en que solicitaría un arbitraje por parte de la Argentina. El 9 de julio de 1909, el arbitraje argentino hizo que se agravaran las tensiones del lado boliviano pues lo consideraban desfavorable a sus pretensiones.
Finalmente, se firmó el Tratado de Rectificación de Fronteras, suscrito en La Paz, el 17 de septiembre de 1909. Sin embargo, estos hechos eran aparentemente desconocidos para el capitán Lino Echeverría quien custodiaba la frontera ubicada en el río Manuripi.

## Historia
Antes de la batalla del 22 de julio, los peruanos desembarcaron en la confluencia de los ríos Manuripí y Majehuira, desde unas veinte canoas, con numerosas tropas y dos ametralladoras del 5º Regimiento de Infantería. Los bolivianos evacuaron el Fuerte de la Salud, a medida que las tropas se acercaban a los peruanos.
El capitán del Ejército boliviano, Lino Echeverría, tenía la misión de custodiar el fuerte Avaroa ubicado en la margen derecha del río Manuripi, al mando de un destacamento de 15 o 16 hombres (según distintas versiones). El 4 de septiembre, una fuerza expedicionaria boliviana comandada por el capitán Echeverría cruzó en embarcaciones el río Manuripí y atacó a los peruanos. 
Dos meses después de estos hechos, una guarnición peruana exigió a los ocupantes bolivianos que evacuaran el fuerte en 24 horas y liberaran a los prisioneros, o afrontaran las consecuencias, a lo que Echeverría respondió: "Pueden atacarme cuando quieran, estoy dispuesto a recibirlos". En la madrugada del 15 de septiembre, tropas peruanas integradas por 150 hombres, entre soldados e indígenas chamas y campas, atacaron la instalación boliviana. Después de diez horas de combate y sin municiones, los peruanos finalmente ingresaron al fuerte. El capitán Echeverría y otros tres militares murieron, varios bolivianos fueron hechos prisioneros, mientras que el resto -cinco hombres- logró escapar por la montaña. 

## Controversia
Existe una controversia sobre la presencia del capitán Echeverría en la región. Al parecer, hacía varios meses que ese territorio (unos 250.000 km²),había sido reconocido como peruano por el gobierno boliviano, según el Tratado de Rectificación de Límites, a cambio de que el Perú reconociera los derechos bolivianos en 91.726 km² ( 35.416 millas cuadradas) en la región del Acre,pero no le fue comunicado por el gobierno o los encargados de hacerlo sus superiores, él estaba cumpliendo su deber y fue mucho más allá hasta ofrendar su vida.
Según el punto de vista boliviano, este tratado —establecido el 17 de septiembre de 1909— constituyó una victoria territorial para Lima ya que la mayor parte del territorio en disputa pasó a ser parte del Perú.  Un acuerdo general entre Perú y Bolivia se obtuvo en 1909 y fue paralelo a la revisión de la línea del Titicaca. Un hito de esta discusión fue el proceso arbitral argentino entre Bolivia y Perú.La mediación argentina sobre los títulos peruanos y bolivianos en el Acre, fue zanjada en contra de Bolivia en el Tratado Polo-Bustamante de 1909, el mismo año en el que Brasil y Perú también tendrían su veredicto sobre la distribución, entre otros, del botín del Acre por parte de Brasil y Perú: en este caso el juicio arbitral le dio la razón al Perú.  Todos estos hechos pasaron desapercibidos al capitán Echeverría por lo que se especula que el capitán no fue informado de estos acontecimientos diplomáticos entre ambos países, lo que explicaría su presencia en el Manuripi. 